# الحزب الجمهوري في ريو
الحزب الجمهوري في ريو (بالبرتغالية: Partido Republicano Fluminense‏) هو حزب سياسي برازيلي تأسس عام 1888 لتمثيل المثل الجمهورية للنخبة الزراعية في ريو دي جانيرو. كان ممثله الرئيسي الفلورياني نيلو بيسانيا، رئيس الجمهورية 1909-1910. كان الجناح المعتدل، بقيادة الحاكم والسيناتور خوسيه توماز دا بورسينكولا، والمرتبط بمديرية ساو باولو، معاديًا للفلوريانية ولم يدعمه.
على غرار جميع أحزاب جمهورية فيلها، تم إلغاء الحزب بعد فترة وجيزة من بدء حقبة فارغاس بموجب المرسوم بقانون رقم 37، 2 ديسمبر 1937 .